# Сингх, Сант Кирпал
Сант Кирпал Сингх Джи Махарадж (хинди कृपाल सिंह एक, 6 февраля 1894, Пенджаб (Британская Индия), совр. Пакистан — 21 августа 1974, Индия) — писатель, йогин, философ
, общественный деятель Индии, духовный лидер Сант Мат. Экс-президент Мирового Содружества Религий. Сант Кирпал Сингх Махарадж Джи также считается духовным преемником учения сурат-шабд-йоги и сант мат.

## Биография
Кирпал («сострадающий», «милостивый», «любящий») Сингх родился 6 февраля 1894 года в простой сикхской семье, жившей в деревне Равалпинди, что в предместье города Сайад-Казран. Пал («друг»), как звал его отец, будучи ещё ребёнком, отличался от своих сверстников и детей постарше, он с раннего детства проявлял интерес к священным Писаниям, и в отличие от других членов семьи, был вегетарианцем. Посещал христианскую миссионерскую школу в Пешаваре и был любимцем учителей. Благодаря своей любви к книгам, обладал обширными знаниями. Завершив академическое образование Кирпал Сингх устроился на службу в Индийское правительство и женился. Кирпал Сингх начал усердно изучать эзотерическую, философскую, йогическую и религиозную литературу. Но изучение святых писаний различных религий и записей святых и праведников на английском, урду, хинди, персидском и панджаби приносило ему лишь призрачное удовлетворение. После долгих поисков истинного Гуру в 1924 году Кирпал Сингх встречается в городе Беас со своим учителем Бабой Саван Сингхом, который учил, что последователи всех религий должны жить в мире и гармонии, потому что цель и основополагающие учения во всех религиях одни: любовь к Богу и своему ближнему. Кирпал Сингх и принимает от него посвящение в сурат-шабд-йогуи в течение 24 лет Кирпал Сингх совмещает духовное ученичество с обязанностями главы семьи, требованиями своего высокого должностного поста с сотнями людей в подчинении и бескорыстной помощью нуждающимся в ней людям. В 1946 году, оставив государственную службу, Кирпал Сингх вышел на пенсию и полностью посвятил себя божественным делам, порученным ему Саван Сингхом. В 1948 году умирает Баба Саван Сингх и Кирпал Сингх в расстройстве уезжает в Гималаи. В том же году Сант Кирпал Сингх основал Рухани Сатсанг. В 1951 году на свою пенсию он покупает участок на окраине Дели, где выстраивает Саван Ашрам, названный так в честь своего учителя. В 1958 г. Кирпал Сингх был избран президентом Всемирного общества религий. В 1962 г. христиане удостоили Сант Кирпала Сингха награды-ордена Святого Иоанна. Кирпал Сингх был первым нехристианином, получившим этот орден.

## Зарубежные поездки
Сант Кирпал Сингх трижды посетил США, Европу и Латинскую Америку (1955, 1963—1964 и 1972 гг.), каждое его путешествие длилось от четырёх до шести месяцев.
В 1955 году он отправился в свою первую зарубежную поездку, проведя несколько месяцев в Европе и Соединённых Штатах. С легкостью и простотой объяснял он глубокие принципы духовного пробуждения в соответствии с различными религиозными верованиями. В результате этой поездки под его руководством сотни европейцев приобщились к медитации и этике жизни. Благодаря универсальности своего учения, в 1957 году Сант Кирпал Сингх был единогласно избран на должность Президента Мирового Содружества Религий, на котором он оставался 15 лет проведя четыре Всемирные Конференции.
В 1963 году он совершил свою вторую поездку по миру и, в связи со своей должностью президента МСР, встречался со многими религиозными и национальными лидерами, включая Папу Павла VI, Патриарха Восточной Православной церкви, и многими королевскими и государственными лицами.
26 августа 1972 года Сант Кирпал Сингх отправился в свою третью и последнюю поездку по миру и был встречен огромными толпами людей. Он опять посетил многие города Европы и Америки. Поездка завершилась 31-го декабря в Риме.
В Индии, а также во время заграничных путешествий Сант Кирпал Сингху были присвоены
многочисленные почетные звания в знак признания его заслуг в области
духовного возрождения человечества. Кирпал Сингх стал первым не христианином, удостоившимся чести быть награждённым древним рыцарским орденом Св. Иоанна Иерусалимского (Рыцарей Мальтийского ордена).

## Учение
Сант Кирпал Сингх учил единству всех религий и неотъемлемому праву человека достигать самопознания и знания Бога. Кирпал Сингх не исповедовал новую веру. Кирпал Сингх много лет уделил сравнительному изучению религий. Получив теоретические и практические знания в духовных занятиях, он дал ключ к пониманию верной трактовки святых писаний, часто сокрытых под старинными терминами. В своих книгах он провел сравнительное изучение и продемонстрировал общую суть всех религий, приводя цитаты мудрецов и пророков, святых и мастеров всех эпох. Он сумел разъяснить сущность учения на Западе представив духовность, как науку, как эксперимент, производимый в лаборатории человеческого тела.

## Публичная деятельность
- В 1948 году Сант Кирпал Сингх основал Рухани Сатсанг.
- В 1951 году построил Саван Ашрам в Дели.
- Сант Кирпал Сингх трижды посетил США, Европу и Латинскую Америку (1955, 1963—1964 и 1972 гг.)
- В течение 15 лет Сант Кирпал Сингх занимал пост президента Мирового Братства Религий (МБР) и созвал четыре конференции этого общества: три в Дели (1957, 1965, 1970) и одну в Калькутте (1960). Он сам выполнял всю работу по организации и проведению конференций. Представители основных религий и сект Запада и Востока на различных конференциях МБР стремились развить более гармоничные отношения между религиями и глубже понять их общую цель обращения интереса и внимания человечества к Богу.
- В 1974 году организовал созыв Всемирной Конференции Единства Человека. Приглашения были разосланы духовным и правительственным лидерам Индии и всего мира. На Конференции присутствовало две тысячи официальных представителей и около пятидесяти тысяч участников. Среди выдающихся гостей, были Почтенный Нитидацу Фудзии — лидер буддистов Японии, Пир Вилайат Инайат Хан — глава Международного Ордена суфистов, йогины Бхайан и Ачарйа Шри Тулси Джи, Архиепископ Аджело Фернандес из Дели, Премьер-министр (г-жа Индира Ганди), вице-президент, министр обороны и министр иностранных дел Индии, а также многие другие.
- 12 апреля 1974 года прошла конференции Национального Единства в Кумбха Мела (Хардвар) под руководством Сант Кирпал Сингха и с участием большого числа мудрецов и духовных людей, обещавших совместно трудиться над устранением религиозных споров и улучшением экономического положения бедноты Индии.
- В 1974 году по приглашению Правительства Индии, Сант Кирпал Сингх обратился к членам Лок Сабхи. Впервые в истории духовный лидер был приглашен выступить перед парламентом.

## Линия преемственности СУРАТ ШАБД ЙОГИ
От учителю к ученику
Учения сурат-шабд-йоги и сант мат согласно списку составленному Сант Кирпал Сингхом.
- Сант Кабир Сахиб
- Гуру Нанак
- Гуру Ангад
- Гуру Амар Дас
- Гуру Рам Дас
- Гуру Арджан Дев
- Гуру Хар Гобинд
- Гуру Хар Рай
- Гуру Хар Кришан
- Гуру Тегх Бахадур
- Гуру Гобинд Сингх
- Ратнагар Рао Джи
- Сант Тулси Сахиб
- Свами Джи Махараджи
- Джаймал Сингх
- Хазур Баба Саван Сингх
- Сант Кирпал Сингх

Сант Кирпал Сингх не оставил после себя официального преемника
Заявление Сант Кирпал Сингха в 1963 году в США:  «КТО БЫ НИ ПОЯВИЛСЯ В БУДУЩЕМ, Я ГОВОРЮ ВАМ СОВЕРШЕННО ОКОНЧАТЕЛЬНО, ЧТО ОН НЕ БУДЕТ ИЗ ЧЛЕНОВ МОЕЙ СЕМЬИ.»  Оригинал документа - Сат Сандеш (Sat Sandesh) Официальный журнал Мастера

## Произведения
Сант Кирпал Сингх написал большое количество книг, посвященных духовности. Его работа была высоко оценена религиозными, гражданскими и политическими лидерами. Его книги были переведены на хинди, урду, французский, немецкий, испанский, греческий, русский и др. Все книги находятся в свободном доступе и на них не распространяется авторское право.
Автор книг:
- Венец жизни. Исследование по йоге
- Великий святой Баба Джаймал Сингх. Его жизнь и учение
- Духовность — что это такое?
- Колесо жизни
- Секрет смерти
- Утренние беседы
- Сурат шабд йога